# Cord Tönnis

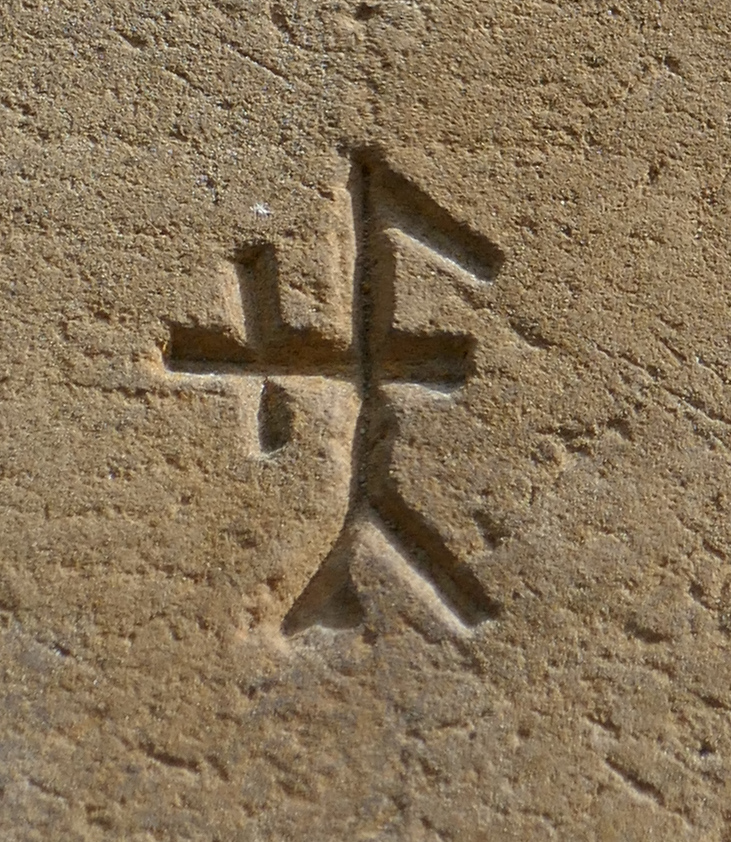
Steinmetzzeichen des Cord Tönnis

Cord Tönnis, auch Cord Tönnies, war ein Baumeister der „Weserrenaissance“. Seine Lebensdaten sind nicht bekannt. Für 1548 ist seine Mitarbeit als Steinmetz am Zeughaus in Lemgo belegt, 1553 wurde er Nachfolger von Jörg Unkair am Schlossbau in Detmold. Sein Hauptwerk stellt der Mittelbau von Schloss Schwöbber dar. Ab 1568 war Tönnis vorwiegend in Hameln tätig, wo er u. a. das Leisthaus errichtet.

## Werke
- 1553–57 Schloss Detmold, Vollendung des Ostflügels
- 1565 Rinteln, Archivhäuschen (für Hilmar von Münchhausen)
- ab 1566 Schloss Schwöbber (für Hilmar von Münchhausen)
- 1568–69 Hameln, Bäckerstraße 16, Rattenkrug (für Johann Rike)
- 1589 Hameln, Osterstraße 9, Leisthaus (für Gerd Leist)

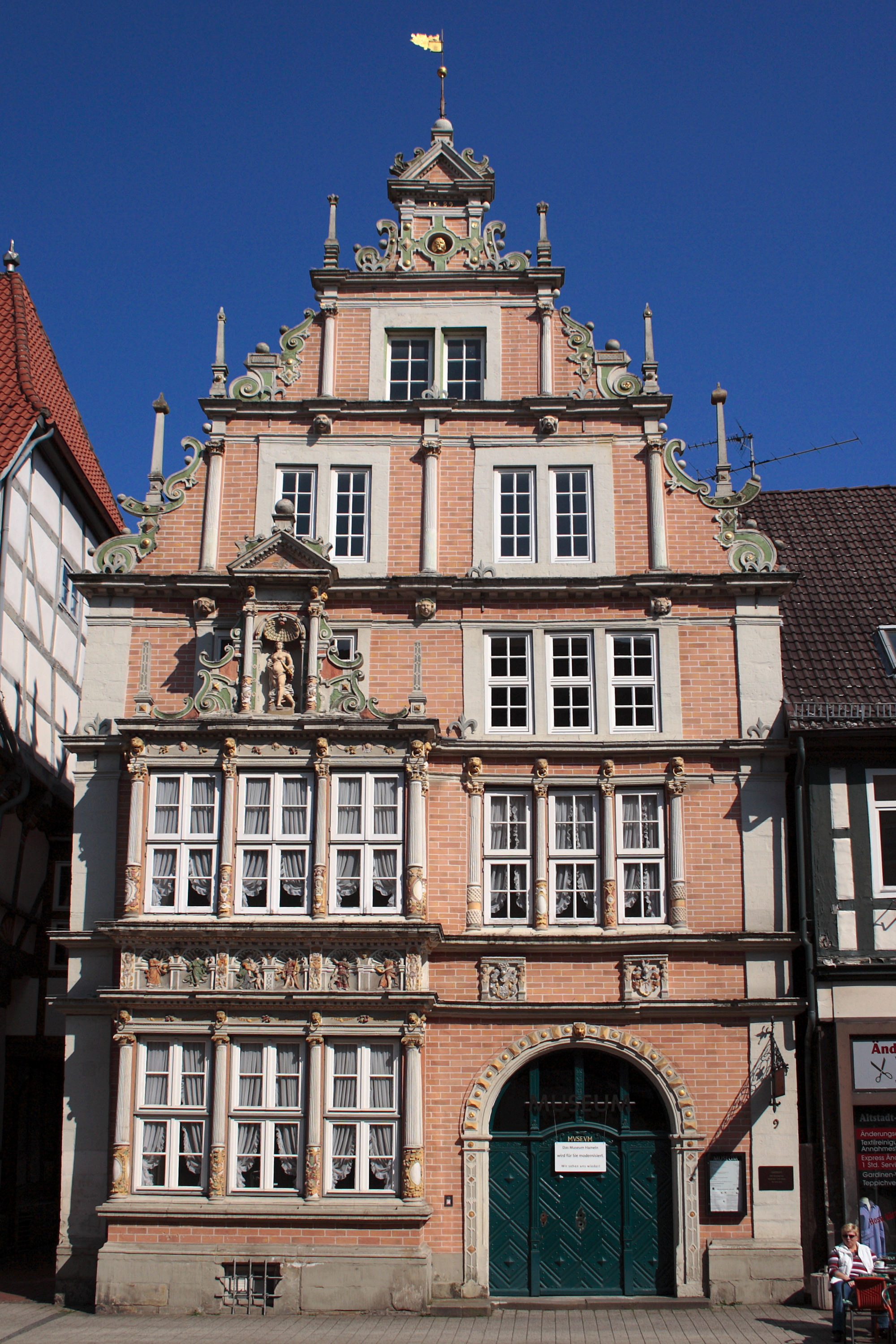
Leisthaus Hameln
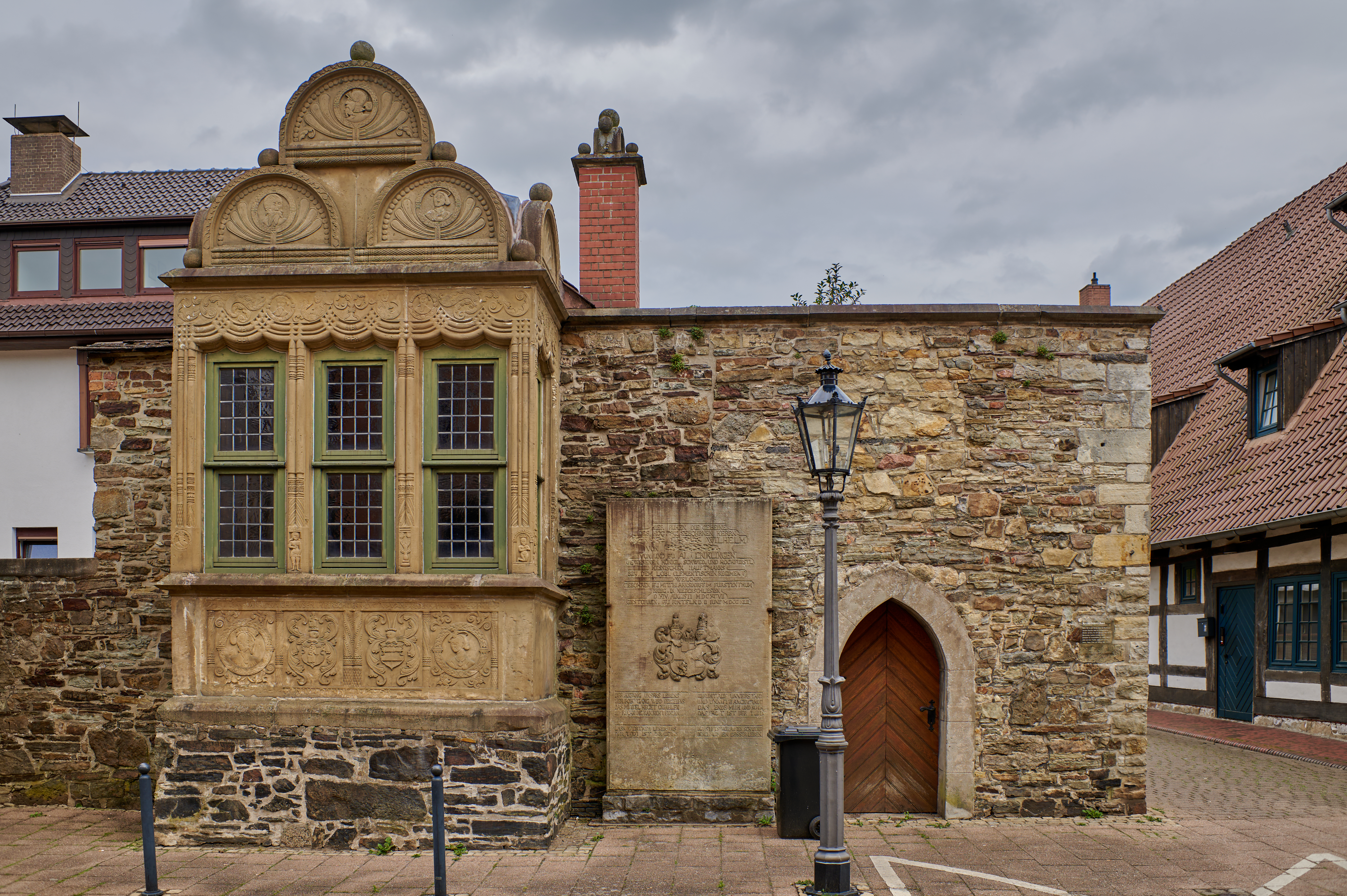
Archivhäuschen in Rinteln